# Девятовка (Ульяновская область)
Девятовка — деревня в Базарносызганском районе Ульяновской области. Входит в состав Лапшаурского сельского поселения.

## География
Населённый пункт расположен в 14 километрах к северо-востоку от рабочего посёлка Базарный Сызган — административного центра района. Расстояние до Ульяновска — 111 километров.

### Часовой пояс
Девятовка, как и вся Ульяновская область, находится в часовой зоне МСК+1. Смещение применяемого времени относительно UTC составляет +4:00.

## История
В 1780 году, при создании Симбирского наместничества, сельцо Девятовка, при реке Кандре, помещиковых крестьян, однодворцев, вошло в состав Карсунского уезда.
В 1859 году сельцо Девятовка, на левом берегу речки Кандаракши (приток р. Хомутерька), находилась в 1-м стане Карсунский уезд Симбирская губерния, имелась часовня.

## Население
| 2010 |
| ---- |
| 6    |

Население деревни: 
- в 1780 году — помещиковых крестьян 80, однодворцев 1[5].
- в 1859 году — 43 двора 438 человек[6],
- в 1903 году — в с-це Девятовке (при рч. Кондыре, в 8 вер.; н. р.) в 76 двор. 257 м. и 240 ж.[7]
- в 1913 году — 95 дворов, 353 жителя[2],
- в 1996 году — 23 человека, русские[2].

## Инфраструктура
В деревне расположена всего одна улица: Садовая.

## Достопримечательности
- «Прощеный» родник, святой источник иконы Божией Матери «Троеручица»[9].